# ناتالی استوارد
ناتالی استوارد (به انگلیسی: Natalie Steward) (زادهٔ ۳۰ آوریل ۱۹۴۳) شناگر اهل بریتانیا است.